# 29148 Palzer
29148 Palzer è un asteroide della fascia principale. Scoperto nel 1988, presenta un'orbita caratterizzata da un semiasse maggiore pari a 3,2262651 UA e da un'eccentricità di 0,1794771, inclinata di 3,73824° rispetto all'eclittica.